# Myotis keenii
Myotis keenii is een vleermuis uit de familie van de gladneuzen (Vespertilionidae). De wetenschappelijke naam van de soort werd voor het eerst geldig gepubliceerd door Merriam in 1895.

## Voorkomen

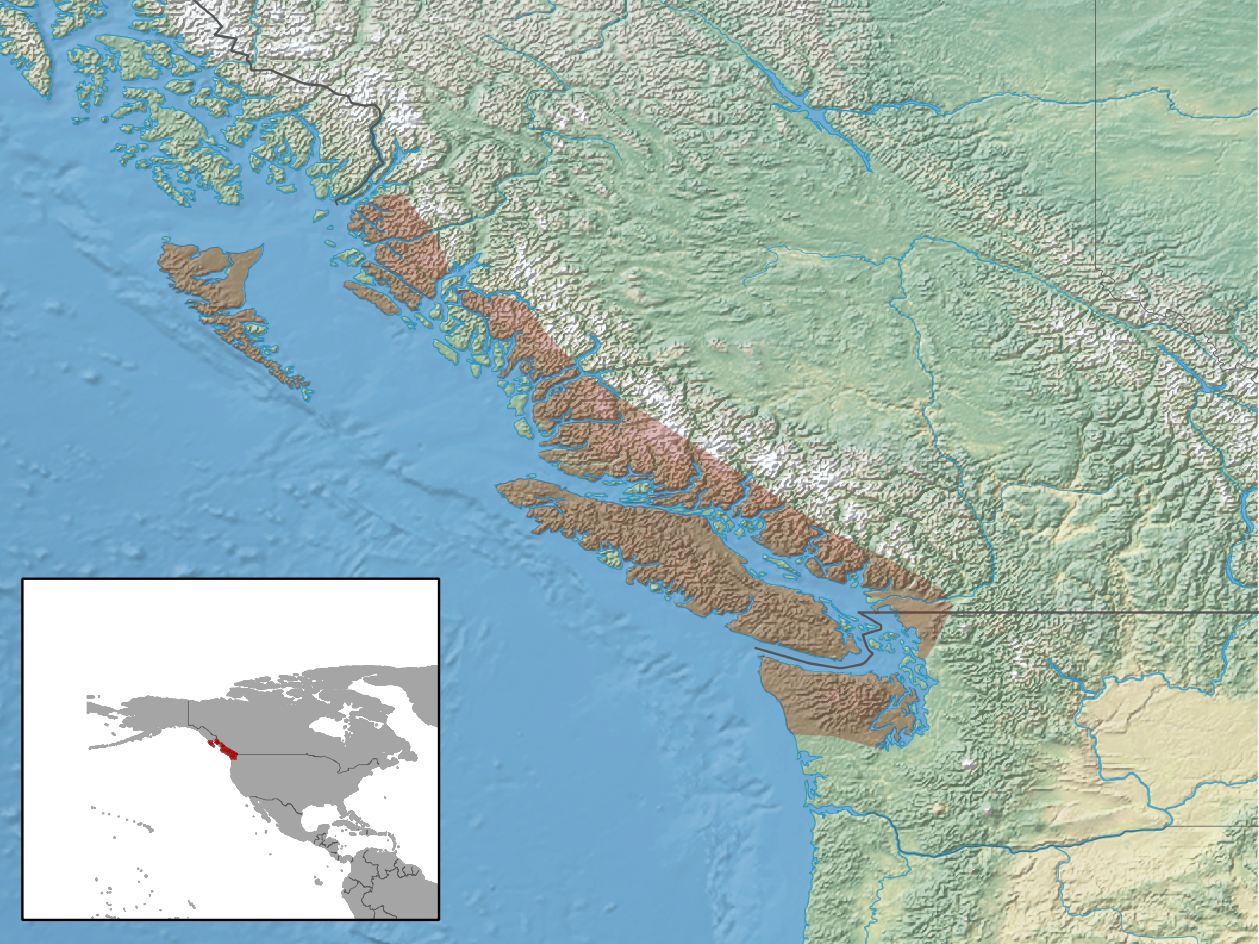
Leefgebied

De soort komt voor in Canada en de Verenigde Staten.